# Bronisław Pawlicki

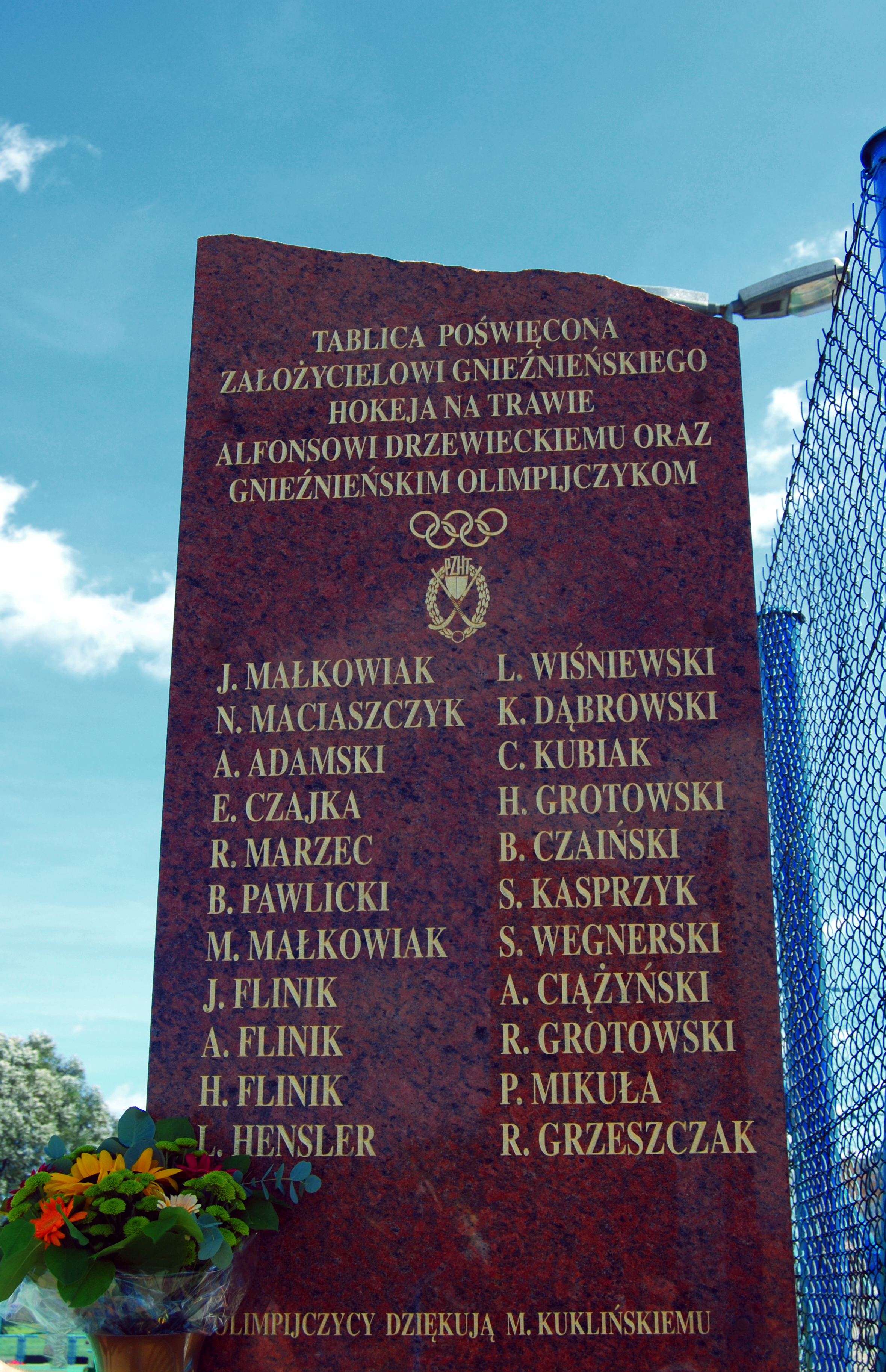
Tablica poświęcona Gnieźnieńskim olimpijczykom, wśród nich Bronisław Pawlicki.

Bronisław Pawlicki, pseudonim Dziadek (ur. 28 grudnia 1925 w Zakrzewie, zm. 19 września 2014 w Gnieźnie) – polski hokeista na trawie. Uczestnik Igrzysk Olimpijskich w 1952 roku w Helsinkach.

## Życiorys
Urodzony 28 grudnia 1925 roku w Zakrzewie, syn Bronisława i Antoniny Grajek. Szkołę podstawową ukończył 1939 roku. Jego dzieciństwo przerwał wybuch II wojny światowej. W pierwszych dniach okupacji jako czternastolatek został transportem wywieziony na roboty przymusowe do Frankfurtu nad Odrą (Niemcy). W czasie od października 1939 roku do października 1942 roku pracował jako robotnik przymusowy u Juliusza Fajfera w Trettin (Niemcy). Następnie w październiku 1942 roku trafił do obozu karnego Schwetich (Świecko), gdzie przebywał do 1943 roku. Wydarzenia, jakie przeżył w tym obozie, odcisnęły się bardzo głęboko na jego psychice do ostatnich dni życia. Ostatni etap robót to praca jako robotnik rolny w Kleineradzie (Niemcy). Po zakończeniu wojny i powrocie do Gniezna w 1945 roku znalazł zatrudnienie w Zakładach Mięsnych w Gnieźnie jako mechanik i pracował tam do emerytury.
Karierę sportową jako hokeista na trawie rozpoczynał w 1945 roku. Zawodnik Klubu Sportowego Stella, SPÓJNIA oraz Sparta Gniezno. Od 1945 roku 11. krotnie zdobywał tytuł drużynowego mistrza Polski.
Nazywany był również „Dziadkiem” na boisku, był obrońcą, bardzo walecznym i niezwykle ambitnym zawodnikiem, wspaniałym kolegą. Był podporą polskiej drużyny, która na XV Igrzyskach Olimpijskich w Helsinkach w 1952 roku zdobyła bardzo wysokie 6. miejsce. Za Polską wówczas uplasowały się takie zespoły jak Austria, Szwajcaria, Francja, Belgia, Włochy oraz Finlandia.
W barwach narodowych w latach 1952–1956 Bronisław rozegrał 12 spotkań i zdobył 1 bramkę.
W 1956 roku otrzymuje tytuł „Mistrza Sportu”, a w 1973 roku tytuł „Zasłużonego Mistrza Sportu”.
W 1969 roku zostaje Laureatem „Plebiscytu Na Najlepszych Sportowców Miasta Gniezna w 25 leciu” Zorganizowanym przez Redakcję „Przemiany” i Miejski Komitet Kultury Fizycznej i Turystyki w Gnieźnie i zajmuje XIII miejsce.
Żonaty, żona Irena z domu Narożna, córka Powstańca Wielkopolskiego porucznika Ignacego Narożnego, trójka dzieci (Urszula, Zbigniew, Grzegorz).
Aktywny uczestnik spotkań w gnieźnieńskim Klubie Olimpijczyka i zawodów na stadionie imienia Alfonsa Flinika.
Odznaczany również za wybitne osiągnięcia sportowe:
- 1956 rok Złotą Odznaką Zrzeszenia za Zasługi nad rozwojem kultury fizycznej w Zrzeszeniu Sportowym „SPARTA”;
- 1956 rok odznaka „Mistrz Sportu”;
- 1963 rok „Złotą Odznaką za Zasługi położone w rozwoju Sportu i wychowania fizycznego federacji „SPARTA”;
- Złotą Odznaką Honorową Polskiego Związku Hokeja na Trawie;
- 1973 rok odznaka „Zasłużony Mistrz Sportu”;
- 1976 rok Medalem Honorowym PZHT „Za Zasługi w rozwoju Hokeja w Polsce”;
- 1996 rok Wyróżnieniem im. Sobiesława Paczkowskiego wyraz uznania dla szczególnie zasłużonych ludzi PZHT;
- 1996 rok Honorowym Dyskiem Za społeczny wkład pracy w rozwój kultury fizycznej turystyki na terenie województwa;
- 1999 rok Medalem „Z okazji 80-lecia Polskiego Komitetu Olimpijskiego 1919–1999”;
- 2000 rok Złotym Medalem „Za zasługi dla Polskiego Ruchu Olimpijskiego”;
- 2002 rok Pamiątkowym Medalem „Z Okazji 1000-lecia Zjazdu Gnieźnieńskiego”;
- 2004 rok Pamiątkowym Medalem „Milenijnym Zjazdu Gnieźnieńskiego”;
- 2010 rok Pamiątkowym „Medalem Koronacyjnym” Za Szczególne zasługi na rzecz rozwoju sportu w Pierwszej Stolicy Polski;

Występ na Letnich Igrzyskach Olimpijskich w 1952 r. w Helsinkach: polska drużyna, po zwycięstwach nad Belgią 1:0 i Szwajcarią 1:0 oraz 2-krotnej porażce z RFN 2:7 i 0:4 w turnieju zajęła 6. miejsce. Jego partnerami w drużynie byli: Antoni Adamski, Tadeusz Adamski, Eugeniusz Czajka, Alfons Flinik, Henryk Flinik, Jan Flinik, Narcyz Maciaszczyk, Jan Małkowiak, Maksymilian Małkowiak, Ryszard Marzec, Marian Rogowski (rezerwowy), Jerzy Siankiewicz, Zdzisław Starzyński, Tadeusz Tulidziński (rezerwowy), Zdzisław Wojdylak. Trenerem reprezentacji olimpijskiej był Józef Wojtysiak.
Zmarł 19.09.2014, został pochowany na Cmentarzu św. Krzyża w Gnieźnie.